# Сухарно
Сухарно (на сръбски: Сухарно или Suharno; на албански: Suharna) е село в Югоизточна Сърбия, Пчински окръг, община Буяновац.

## Население
Албанците в община Буяновац бойкотират проведеното през 2011 г. преброяване на населението.
Според преброяването на населението от 2002 г. селото има 309 жители.

### Етнически състав
Данните за етническия състав на населението са от преброяването през 2002 г.
- албанци – 307 жители
- бошняци – 1 жител
- неизвестно – 1 жител